# آرمن واهرامیان
آرمن آرمناکی واهرامیان (ارمنی: Արմեն Արմենակի Վահրամյան؛ زاده ۱۰ مهٔ ۱۹۶۸) نقاش اهل ارمنستان است.

## زندگی‌نامه
وی در ۱۰ مهٔ ۱۹۶۸ در آردوی در به دنیا آمد و از انستیتو دولتی هنری و نمایشی ایروان (۱۹۹۴) فارغ‌التحصیل گشت.  وی عضو اتحادیه نقاشان ارمنستان (۲۰۰۰) می‌باشد. وی همچنین برنده جوایزی همچون نقاش شایسته جمهوری ارمنستان (۲۰۱۶) شد.

## نگارخانه

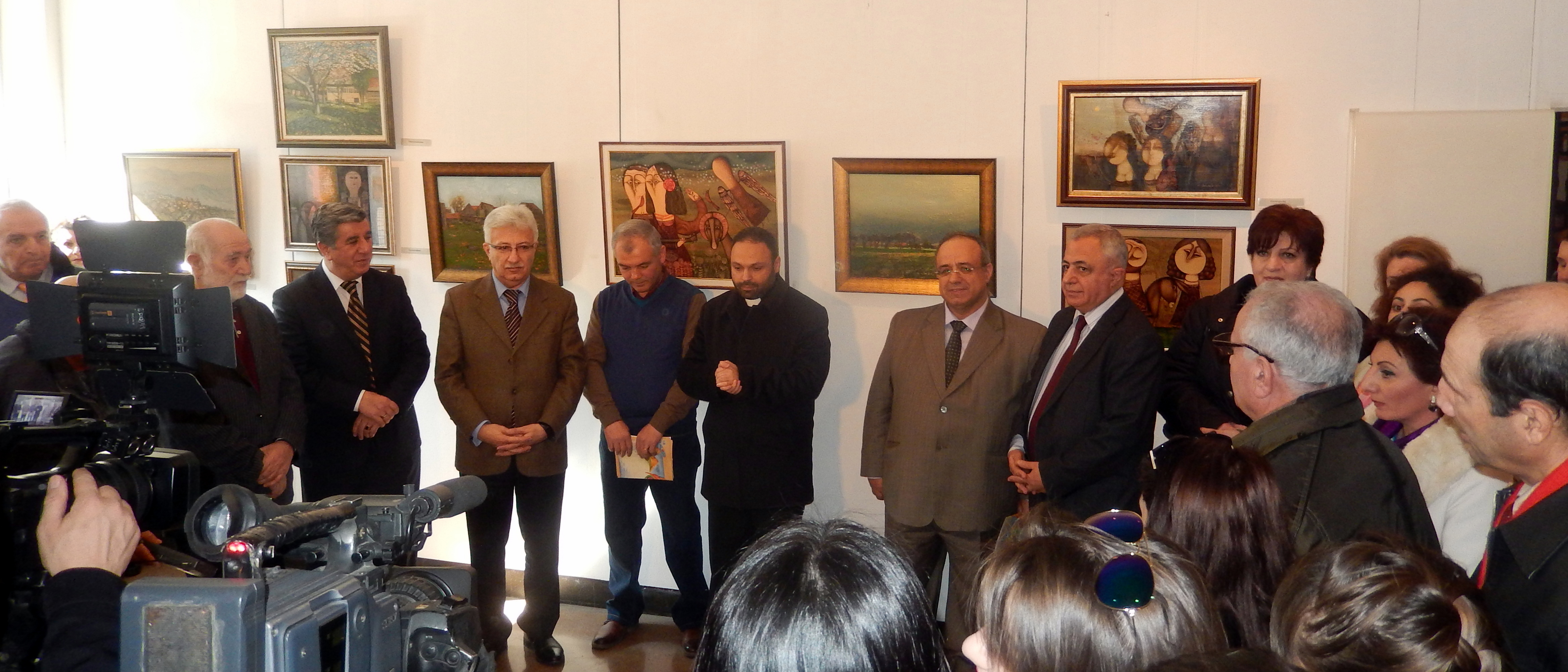
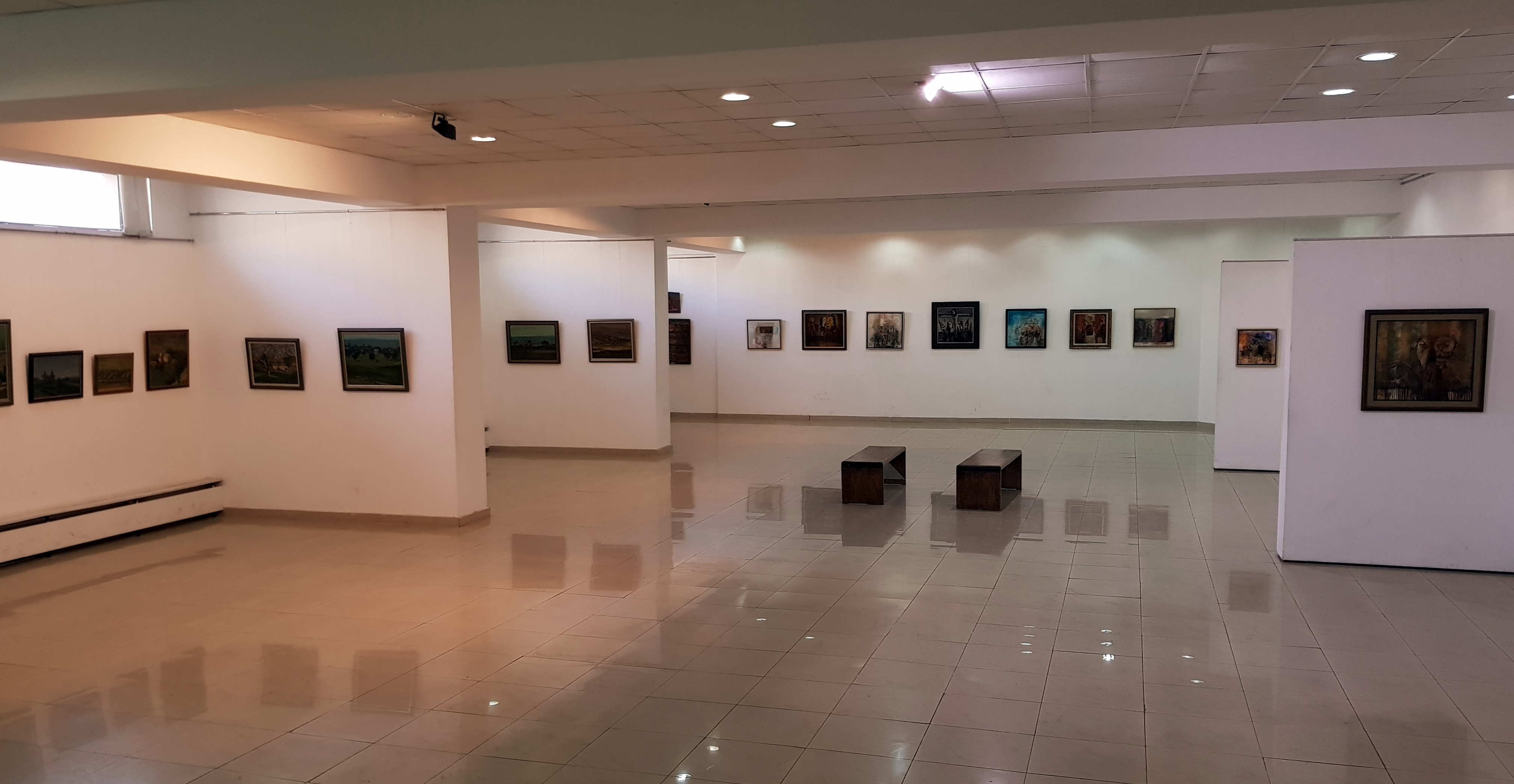